# مدرسة رأس التين الثانوية
مدرسة رأس التين الثانوية العسكرية بنين هي مدرسة ثانوية للبنين بالإسكندرية في مصر، أُنشئت المدرسة في عهد الخديوى إسماعيل في عام 1863 باسم مدرسة الإسكندرية. تقع المدرسة في 8 شارع الخديوى سابقا شريف حاليا "مينا البصل"، وهي تقع في وسط البلد حيث قربها إلى ميدان الشهداء محطة مصر تقريبا 5 دقائق. والمدرسة قريبة من ميدان المنشية الشهير بالمدينة، وتعتبر مدرسة أثرية البناء.

## وصف المدرسة
هي في موقع متميز وقريب من جميع طرق المواصلات هي أيضا قريبة من ميدان الشهداء وميدان عرابى. وبالقرب منها عامود السواري الشهير. وهي على شارع عمومى يؤدى إلى البورصة القديمة. يوجد بها فصول كبيرة وأسقف عالية كما هو حال طرز البناء القديم في مصر، وهي جيدة التهوية والإضاءة وعدد فصولها 17 فصلا دراسيا، ويوجد بها 13 حجرة للمدرسين، كما يوجد بها معامل وحجرات واسعة للأنشطة مثل (مكتبة متكاملة - وعدد 2 وورش نجارة - كهرباء - معادن - صيانة ويوجد حجرتين للتربية الزراعية متكاملة وحجرة للكومبيوتر. وأيضا هناك ملعب كرة قدم وملعب كرة طائرة ويوجد كوبرى علوى لربط المبنى، كما يوجد حجرة مجهزة وتعمل كعيادة أسنان وباطنة.
مساحة المبنى تقريبا 2128 متر مربع. نسبة البناء إلى المساحة الكلية للمدرسة 74.2 % تقريبا. نصيب الطالب من المساحة من المدرسة هو: مساحة المدرسة (2869 م2) مقسمة على عدد الطلاب (425 م2) = 6.75 م2 / الطالب الزاحد. يوجد مسرح مدرسي. أبعاد الفناء 15x18 مترا، ملعب كره طائرة 9م/19م، مساحة الفناء الكلية =888 م، معدات الأمان والسلامة المتوفرة في المبنى ومدى صلاحية استخدامها عند الضرورة.

## أشهر الخريجين
- قاسم أمين.[2]
- جمال عبد الناصر.[3]
- علي ماهر باشا.
- مراد سيد أحمد باشا.
- عبد الحميد بدوى باشا.
- محمد مظهر باشا.
- عبد الحميد بدوي.
- أحمد أبو زيد.
- علي باشا إبراهيم.
- عبد الرزاق السنهوري.
- محمود فهمي النقراشي.[4]
- محمد شراره باشا.
- شفيق غربال.
- إستفان روستي.